# Goo Goo Dolls
Goo Goo Dolls este o formație americană de muzică rock din Buffalo statul New York, înființată în 1986.
Din formație au făcut parte, pentru o bună perioadă de timp, chitaristul John Rzeznik, basistul Robby Takac și toboșarul George Tutuska (1986 - 1995), respectiv înlocuitorul acestuia Mike Malinin (1995 – 2013).
Structura de astăzi a formației se menține în jurul membrilor fondatori, John Rzeznik și Robby Takac, la care se adaugă diferiți membri ai turneelor, cu prezențe mai mult sau mai puțin vizibile. 

## Discografie

### Albume de studio
- Goo Goo Dolls (1987)[5]
- Jed (1989)
- Hold Me Up (1990)
- Superstar Car Wash (1993)
- A Boy Named Goo (1995)
- Dizzy Up the Girl (1998)
- Gutterflower (2002)
- Let Love In (2006)
- Something for the Rest of Us (2010)
- Magnetic (2013)
- Boxes (2016)
- Miracle Pill (2019)
- It’s Christmas All Over (2020)[6]

## Premii și nominalizări

### Billboard Music Awards
| An   | Premii                 | Lucrare                                | Rezultat     |
| ---- | ---------------------- | -------------------------------------- | ------------ |
| 1995 | Name - Nume            | Top Modern Rock Track                  | Nominalizare |
| 1998 | Iris                   | Top Hot 100 Airplay Track              | Nominalizare |
| 1998 | Iris                   | Top Adult Top 40 Track                 | Nominalizare |
| 1998 | Themselves - Ei înșiși | Top Adult Top 40 Artist                | Nominalizare |
| 1999 | Themselves - Ei înșiși | Top Adult Top 40 Artist                | Câștigat     |
| 1999 | Themselves - Ei înșiși | Top Hot Top 40 Artist                  | Câștigat     |
| 1999 | Themselves - Ei înșiși | Top Hot 100 Singles Artist             | Nominalizare |
| 1999 | Themselves - Ei înșiși | Top Hot 100 Singles Artist - Duo/Group | Nominalizare |
| 1999 | Slide                  | Top Hot 100 Airplay Track              | Nominalizare |
| 1999 | Slide                  | Top Hot Top 40 Track                   | Câștigat     |
| 1999 | Slide                  | Top Adult Top 40 Track                 | Câștigat     |

### Alte premii
| An   | Premii                                     | Lucru               | Categorie                                           | Rezultat     |
| ---- | ------------------------------------------ | ------------------- | --------------------------------------------------- | ------------ |
| 1998 | Grammy Awards                              | Iris                | Song of the Year (John Rzeznik)                     | Nominalizare |
| 1998 | Grammy Awards                              | Iris                | Record of the Year                                  | Nominalizare |
| 1998 | Grammy Awards                              | Iris                | Best Pop Performance By A Duo Or Group With Vocals  | Nominalizare |
| 1998 | MTV Video Music Awards                     | Iris                | Best Video from a Film                              | Nominalizare |
| 1998 | Billboard Music Video Awards               | Iris                | Pop Clip of the Year                                | Nominalizare |
| 1999 | MTV Movie Awards                           | Iris                | Best Song from a Movie                              | Nominalizare |
| 1999 | Radio Music Awards                         | Iris                | Song of the Year - Adult Hit Radio                  | Câștigat     |
| 1999 | Online Music Awards                        | Themselves          | Favorite Rock Group                                 | Nominalizare |
| 1999 | Teen Choice Awards                         | Themselves          | Choice Music Group                                  | Nominalizare |
| 2000 | Teen Choice Awards                         | Themselves          | Choice Music: Rock Group                            | Nominalizare |
| 2000 | Radio Music Awards                         | Themselves          | Artist of the Year - Alternative/Pop Radio          | Câștigat     |
| 2000 | ASCAP Pop Awards                           | "Slide"             | Song of the Year                                    | Câștigat     |
| 2000 | Grammy Awards                              | "Black Balloon"     | Best Rock Performance By a Duo or Group With Vocals | Nominalizare |
| 2001 | ASCAP Pop Awards                           | "Black Balloon"     | Most Performed Songs                                | Câștigat     |
| 2001 | ASCAP Pop Awards                           | "Slide"             | Most Performed Songs                                | Câștigat     |
| 2003 | ASCAP Pop Awards                           | "Here Is Gone"      | Most Performed Songs                                | Câștigat     |
| 2005 | Radio Music Awards                         | Themselves          | Artist of the Year - Adult Hit Radio                | Câștigat     |
| 2005 | Radio Music Awards                         | "Give A Little Bit" | Song of the Year - Adult Hit Radio                  | Nominalizare |
| 2007 | ASCAP Pop Awards                           | "Better Days"       | Most Performed Song                                 | Câștigat     |
| 2008 | The Average Lives of Students Music Awards | Themselves          | Excellence Award                                    | Câștigat     |
| 2008 | Songwriters Hall of Fame                   | John Rzeznik        | Hal David Starlight Award                           | Câștigat     |
| 2013 | Guitar Center RockWalk Hall of Fame        | Themselves          | RockWalk Hall of Fame                               | Câștigat     |

## Membri formației
| - Johnny Rzeznik — chitară solo, vocalist principal, ocazional clape (1986 – prezent) - Robby Takac — chitară bas, vocalist, ocazional chitară solo (1986 – prezent) - Brad Fernquist – chitară solo, mandolină, vocalist (2006 – prezent) - Craig Macintyre – baterie, percuție (2014 – prezent) - Jim McGorman – claviaturi, chitară, vocalist (2018 – prezent) | - George Tutuska – baterie, percuție, vocalist (1986 – 1995) - Mike Malinin – baterie, percuție (1995 – 2013) - Lance Diamond – vocalist (1986 – 2014) - Nathan December – chitară, mandolină, vocalist (1998 – 2000) - Dave Schulz – claviaturi, vocalist, (1998 – 2000) - Jason Freese – claviaturi, acordeon, saxofon, vocalist, (2001 – 2004) - Greg Suran – chitară, mandolină, percuție, vocalist, (2002 – 2006) - Paul Gordon – claviaturi, vocalist, (2004 – 2006) - Korel Tunador – claviaturi, chitară, saxofon, vocalist (2006–2018) - Scott Eric Olivier – claviaturi, chitară, vocalist (2009) - Rick Woolstenhulme Jr. – baterie, percuție (2013 – 2014) |